# Czesław Urbanik
Czesław Urbanik (ur. 20 lipca 1952 w Srokowie) – polski teoretyk sportu, biomechanik i trener, profesor nauk o kulturze fizycznej, profesor zwyczajny, prorektor do spraw rozwoju Akademii Wychowania Fizycznego Józefa Piłsudskiego w Warszawie, specjalista w zakresie biomechaniki ćwiczeń fizycznych.

## Życiorys
W 1975 ukończył studia w Akademii Wychowania Fizycznego w Warszawie. W 1984 na tej samej uczelni na Wydziale Wychowania Fizycznego otrzymał stopień naukowy doktora nauk o kulturze fizycznej. Tam też w 1997 na podstawie dorobku naukowego oraz rozprawy pt. Wpływ składowych odciążenia treningowego na przyrost cech fizycznych kończyn dolnych uzyskał stopień doktora habilitowanego nauk o kulturze fizycznej, dyscyplina: kultura fizyczna, specjalność: biomechanika. W 2007 prezydent RP Lech Kaczyński nadał mu tytuł naukowy profesora nauk o kulturze fizycznej.
Został nauczycielem akademickim AWF w Warszawie. W latach 1999–2002 był prodziekanem ds. kierunku wychowania fizycznego na tej uczelni, w latach 2002–2005 dziekanem Wydziału Wychowania Fizycznego AWF, w latach 2012–2013 prorektorem ds. rozwoju, a od 2013 prorektorem ds. nauki i rozwoju. W 2016 objął ponownie funkcję prorektora AWF w Warszawie.
W latach 2006–2007 był ekspertem Państwowej Komisji Akredytacyjnej, a w latach 2008–2011 członkiem Państwowej Komisji Akredytacyjnej.
Został profesorem zwyczajnym w Katedrze Anatomii i Biomechaniki Wydziału Wychowania Fizycznego AWF w Warszawie i kierownikiem tej katedry. Był profesorem w Katedrze Wychowania Fizycznego i Zdrowotnego Wydziału Nauczycielskiego Politechniki Radomskiej. Przez 14 lat pracował jako wykładowca Wyższej Szkoły Kultury Fizycznej i Turystyki w Pruszkowie.
Był nauczycielem wychowania fizycznego i fizyki w liceum zawodowym w Warszawie. Przez 6 lat pełnił funkcję trenera podnoszenia ciężarów w AZS-AWF.
Członek Zarządu Polskiego Towarzystwa Biomechaniki.